# Manolín
Manuel Palacio Sierra (Ciudad de México, 24 de mayo de 1918-Ciudad de México, 25 de marzo de 1977), conocido como Manolín, fue un actor y comediante mexicano. 
De 1948 a 1977, fue parte del dúo cómico y musical «Manolín y Shilinsky», junto a Estanislao Schillinsky.

## Biografía y carrera

### Primeros años
Manuel Palacio Sierra nació el 24 de mayo de 1918 en Ciudad de México, siendo hijo de Martín Palacio y Genoveva Sierra. 

### Trayectoria actoral
Manolín inició su carrera artística al ganar un concurso de aficionados en 1935. Al año siguiente formó el trío Alabama, con Ernesto Cortázar y Lorenzo Barcelata. Ese trío realizó diversas giras por la república mexicana hasta 1940 cuando el trío se disuelve. 
Entre 1945 y 1977, formó el dúo «Manolín y Shilinsky» junto con Estanislao Schillinsky. Manolín actuaba representando a un 'menso' mientras que Shilinsky -el listo- tenía que soportar las tonterías de Manolín y apechugar por las consecuencias de ello. Con él filmó varias películas y grabó al menos un disco, donde cada canción tiene el toque cómico peculiar del dúo. La frase favorita de Manolín era «Fíjate qué suave», que después se usaría para titular una de las películas que protagonizó el dúo. También fue buen cantante y ejecutante de guitarra y piano, lo que llevó al dueto a amenizar las películas con música original por parte del dúo. Después de la puesta en escena de Don Juan 70 el dúo ya se reúne con poca frecuencia para actuar juntos.
En 1960 se estrena la historieta llamada "Manolin y Shilinsky, los Amos de la Alegría y la Risa". Fue publicada por Editorial HIT, y fueron cuadernos grapados de 32 páginas más cubiertas, a color. En esta colección se presentan situaciones irreverentes llenas de humor, narradas con lenguaje lleno de expresiones coloquiales de la época. Solo se tiene registro de 4 números regulares.

## Muerte
Manolín falleció el 25 de marzo de 1977 en Ciudad de México a la edad de 58 años, como consecuencia de un cáncer de garganta.

## Filmografía
- Fíjate qué suave (1947)
- Dos de la vida airada (1948)
- Pobres pero sinvergüenzas (1949)
- Nosotros los rateros (1949)
- Vivillo desde chiquillo (1951)
- Ahí vienen los gorrones (1953)
- Las nenas del siete (1955)
- Pancho López (1957)
- Pepito y los robachicos (1958)
- Un trío de tres (1960)
- Autopsia de un fantasma (1968)
- Cuernos debajo de la cama (1969)
- Me caíste del cielo (1975)
- La mansión de las siete momias (1977)